# ژان-کلود عثمان
ژان-کلود عثمان (فرانسوی: Jean-Claude Osman‎؛ زادهٔ ۶ مارس ۱۹۴۷) بازیکن سابق فوتبال اهل فرانسه است.
از باشگاه‌هایی که در آن بازی کرده‌است می‌توان به باشگاه فوتبال نانت و باشگاه فوتبال آنژه اشاره کرد.
وی همچنین در تیم ملی فوتبال فرانسه بازی کرده‌است.